# 조지프 T. 화이트

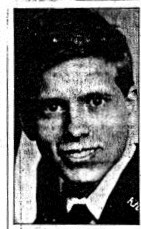

조지프 화이트(Joseph T. White, 1961년 11월 5일 ~ 1985년 8월 17일)는 미국 미주리주 세인트루이스에서 태어나 조선민주주의인민공화국에 1982년 8월 28일에 망명한 미군이다. 1983년 2월 화이트의 부모는 북한에서 영어 교사로 행복하게 살고 있다는 화이트의 편지를 받았다. 그로부터 3년 뒤인 1985년 여름에 청천강에서 수영하다 익사했고 조선민주주의인민공화국 당국은 가족들에게 국제 서한을 발송해 사망 사실을 통보했다.

## 같이 보기
- 찰스 로버트 젠킨스
- 래리 앨런 앱셔
- 제리 웨인 패리쉬
- 제임스 드레스녹
- 데라코시 다케시